# Malholmen
Malholmen is een onbewoond eilandje in de Zweedse Kalixälven. Het eiland heeft geen oeververbinding. Het meet ongeveer 1,5 hectare.